# Comté de Lac Sainte-Anne
Le comté de Lac Sainte-Anne (anglais : Lac Ste. Anne County) est un district municipal de 10,260 habitants en 2011, situé dans la province d'Alberta, au Canada.

## Villes et municipalités
| Villes - Mayerthorpe - Onoway Villages - Alberta Beach | Villages d'été - Birch Cove - Castle Island - Nakamun Park - Ross Haven - Silver Sands - South View - Sunrise Beach - Sunset Point - Val Quentin - West Cove - Yellowstone | Hameaux - Cherhill - Glenevis - Green Court - Gunn - Rich Valley - Rochfort Bridge - Sangudo |